# Simson (auto)
Simson is een historisch Duits bedrijf dat voortkwam uit de oude staalfabriek van de gebroeders Löb en Moses Simson.
Het bedrijf produceerde wapens, fietsen, automobielen, motorfietsen, bromfietsen en kinderwagens.

## Geschiedenis

### Simson & Co.
Simson & Co. produceerde aanvankelijk staal voor de vervaardiging van jacht- en militaire geweren. Later werden ook vuurwapens en lopen geproduceerd. Vanaf 1866 werd het Pruisische leger door Simson van wapens voorzien. In 1871 werd een stoommachine gekocht om de machines in het bedrijf aan te drijven. In 1896 begon men ook rijwielen naar Brits voorbeeld te maken. Simson werd al snel een grote producent van fietsen.

#### Simson Serie A t/m F
In 1907 ontwikkelde men voor het eerst een kleine auto, die in 1908 klaar was, maar tot grote serie productie kwam het pas 1914. De auto uit 1907 had al een viercilinder lijnmotor van 1.462 cc die 12 pk leverde. Het was weliswaar een betrouwbare motor, die echter te weinig vermogen leverde. De robuuste bouw bood echter mogelijkheden de cilinderinhoud te vergroten. Dat leverde een cilinderinhoud van 1.569 cc op, en 18 pk. De Series A en B kwamen in 1914 op de markt met een 22 pk motor van 1.462 cc. Men was nog niet tevreden over het vermogen, en uiteindelijk kwam de Serie C op de markt met een 2.600 cc 30 pk motor. Tijdens de oorlog lag de autoproductie stil ten gunste van de wapenproductie. De Serie D uit 1919 kreeg een 3.500cc-motor die 45 pk leverde. Er werden nog enkele nieuwe modellen geproduceerd, waarschijnlijk in zeer kleine aantallen, en opnieuw met steeds andere motoren. In 1924 werd de productie van deze auto's beëindigd, maar feitelijk helemaal opnieuw opgestart met de meer populaire Simson Supra modellen.
De vermogens werden steeds aangeduid met twee getallen. Dit hield waarschijnlijk verband met het fiscaal vermogen, een belastingmaatregel die in Duitsland niet gold, maar wellicht voor de export van belang was. In het kort kwam het erop neer dat het vermogen van de motor berekend werd naar technische maatstaven uit het begin van de twintigste eeuw, gebaseerd op de boring en het aantal cilinders. Deze berekening leverde een beperkt vermogen op, de technische vooruitgang in combinatie met de slag, die in de berekening niet meegenomen werd, leverde een veel groter werkelijk vermogen.
Het bedrijf had een grote groei doorgemaakt: van 20 werknemers in 1855 naar 1.200 in 1904 en 3.500 in 1918. Daarmee was Simson & Co. een van de grootste werkgevers in Suhl. In 1919 was de kleine staalfabriek dan ook uitgegroeid tot een enorm nieuwbouwcomplex, en tevens was een fabriek in Berlijn geopend. Tijdens de Eerste Wereldoorlog produceerde het bedrijf geweren en het Luger P08 pistool.
Na de oorlog moest de wapenproductie beëindigd worden, maar het vredesverdrag van Versailles bood de mogelijkheid om in 1925 een contract met de Reichswehr af te sluiten voor de levering van lichte machinegeweren.

##### Technische gegevens auto's 1914-1924
| Simson               | Type A 6/12 pk         | Type B 6/12 pk         | Type C 10/28 pk        | Type D 14/45 pk        | Type Bo 6/22 pk        | Type Co 10/40 pk       | Type F 14/65 pk        |                        |
| -------------------- | ---------------------- | ---------------------- | ---------------------- | ---------------------- | ---------------------- | ---------------------- | ---------------------- | ---------------------- |
| Periode              | 1914-1915              | 1914-1915              | 1914-1915              | 1919-1923              | 1919-1924              | 1919-1924              | 1923-1924              |                        |
| Motor type           | viercilinder lijnmotor | viercilinder lijnmotor | viercilinder lijnmotor | viercilinder lijnmotor | viercilinder lijnmotor | viercilinder lijnmotor | viercilinder lijnmotor | viercilinder lijnmotor |
| Cilinderinhoud in cc | 1.462                  | 1.462                  | 2.614                  | 3.538                  | 1.570                  | 1.613                  | 3.613                  |                        |
| Max. Vermogen in pk  | 22                     | 22                     | 28                     | 45                     | 22                     | 40                     | 65                     |                        |
| Topsnelheid in km/h  | 55                     | 55                     | 65                     | 90                     | 65                     | 80                     | 100                    |                        |

#### Simson Supra S, S Sport, J en So
In 1924 was de autoproductie weer opgestart. Men maakte luxe modellen, die onder de naam "Simson Supra" populair werden. De Simson auto's waren meteen voorzien van moderne en dure techniek. De eerste modellen, de "S" en "S Sport" hadden viercilinder kopklepmotoren, met dubbele bovenliggende nokkenassen die door koningsassen werden aangedreven en ze hadden al vier kleppen per cilinder. Ze werden van 1924 tot 1926 geproduceerd en waren ook succesvol in de opkomende autosport. In 1925 verschenen twee nieuwe modellen: de So, met een iets eenvoudiger geconstrueerde viercilinder lijnmotor met één bovenliggende nokkenas en slechts twee kleppen per cilinder, die 40 pk leverde. Van de typen "S", "S Sport" en "So" werden tot 1929 ongeveer 750 stuks geproduceerd. Naast de So kwam in 1925 de Supra J op de markt. Deze had net als de "So" slechts twee kleppen per cilinder en slechts één bovenliggende nokkenas, maar wel zes cilinders. De 3.100cc-motor leverde 60 pk. De motoren van al deze "S" modellen hadden een slag van 128 mm. De boring was 70 mm, met uitzondering van de zescilinder "J", die 72 mm boring had.

#### Simson Supra R, RJ en A
In 1926 begon de ontwikkeling van de automotoren van Simson eigenlijk "achterstevoren" te verlopen. Was men de "Supra" serie begonnen met uiterst moderne motoren met dubbele bovenliggende nokkenassen, de nieuwe motoren, die allemaal een slag van 115 mm kregen, hadden weliswaar kopkleppen, maar die werden nu door stoterstangen bediend. Dat was zo bij de modellen R en RJ. De "A" kreeg ten slotte zelfs een zijklepmotor. De Supra R uit 1926 werd geleverd als limousine en als cabriolet. Er was een zescilinder lijnmotor toegepast die 60 pk leverde. In 1928 werd het model herzien. Technisch waren er niet véél, maar wel belangrijke verschillen: de kabelbediende remmen kregen rembekrachtiging en voor het eerst werd het stuur links geplaatst en dat zou bij de Supra A ook zo blijven. In 1931 kwam het model RJ op de markt, met een iets grotere motor doordat de boring iets groter was. Deze motor leverde 70 pk. De Supra A uit 1931 had dezelfde boring/slagverhouding als de RJ, maar dit was een achtcilinder lijnmotor met zijkleppen die desondanks 90 pk leverde.

##### Technische gegevens Simson Supra modellen
| Simson Supra         | S 8/50 pk                   | S Sport                     | J 12/60 pk                | SO 8/40 pk                  | R 12/60 pk (tot 1928)         | R 12/60 pk (vanaf 1928)       | RJ 13/70 pk                   | A 18/90 pk                     |
| -------------------- | --------------------------- | --------------------------- | ------------------------- | --------------------------- | ----------------------------- | ----------------------------- | ----------------------------- | ------------------------------ |
| Periode              | 1924-1926                   | 1924-1926                   | 1925-1926                 | 1925-1929                   | 1926-1928                     | 1928-1931                     | 1931-1934                     | 1931-1934                      |
| Motor type           | viercilinder DOHC lijnmotor | viercilinder DOHC lijnmotor | zescilinder OHC lijnmotor | viercilinder DOHC lijnmotor | zescilinder kopklep lijnmotor | zescilinder kopklep lijnmotor | zescilinder kopklep lijnmotor | achtcilinder zijklep lijnmotor |
| boring in mm         | 70                          | 70                          | 72                        | 70                          | 76                            | 76                            | 79,5                          | 79,5                           |
| slag in mm           | 128                         | 128                         | 128                       | 128                         | 115                           | 115                           | 115                           | 115                            |
| Cilinderinhoud in cc | 1.970                       | 1.970                       | 3.120                     | 1.970                       | 3.130                         | 3.130                         | 3.358                         | 4.673                          |
| Max. Vermogen in pk  | 37 bij 4.000 tpm            | 60-80 bij 4.000 tpm         | 60 bij 2.800 tpm          | 40 bij 3.000 tpm            | 60 bij 2.800 tpm              | 60 bij 2.800 tpm              | 70 bij 2.900 tpm              | 90 bij 3.000 tpm               |
| Topsnelheid in km/h  | 120                         | >140                        | 95                        | 100                         | 95                            | 95                            | 95                            | 120                            |
| Lengte in mm         | 4.200                       | 4.200                       |                           | 4.200                       | 4.700                         | 4.700                         | 4.700                         | 4.750                          |
| Breedte in mm        | 1.660                       | 1.660                       |                           | 1.660                       | 1.750                         | 1.750                         | 1.840                         | 1.840                          |
| Hoogte in mm         | 1.550                       | 1.550                       |                           | 1.550                       | 1.900                         | 1.900                         | 1.900                         | 1.900                          |
| wielbasis in mm      | 2.600-3.000                 | 2.350                       | 3.500                     | 3.000                       | 3.500                         | 3.500                         | 3.500                         | 3.550                          |
| Gewicht in kg        | 1.250                       | 1.250                       | 1.550                     | 1.250                       | 1.550                         | 1.800                         | 2.000                         | 2.050                          |

### Jaren dertig
Het bedrijf overleefde de beurskrach van 1929 door de monopoliepositie als wapenleverancier voor de Reichswehr, maar de crisissituatie veroorzaakte wel klachten van het verbond van wapenfabrikanten in Suhl, omdat de overige bedrijven zwaar te lijden hadden. De nationaalsocialisten grepen deze onvrede aan om de Joodse bedrijfsleiders Arthur en Julius Simson te belasteren en aan te vallen.

#### Waffen- und Fahrzeugwerke GmbH
In januari 1933 doopten Arthur en Julius Simson hun bedrijf om tot "Waffen- und Fahrzeugwerke GmbH", om hun Joodse naam uit de firmanaam te halen en daarmee de angel uit de aanvallen van de nationaalsocialisten te halen, maar Fritz Sauckel, inmiddels rijksstadhouder van Thüringen, begon een onderzoek naar vermeende bevoordeling van de Joodse firma Simson bij de verdeling van staatsopdrachten. Hoewel de Duitse rekenkamer (het Reichsrechnungshof) geen bovenmatige winsten kon vaststellen, kwam het op voorspraak van Sauckel in 1934 in Meiningen tot een showproces tegen Arthur Simson. Pas een jaar later werden alle aangeklaagden wegens gebrek aan bewijs vrijgelaten.

#### BSW
Nog tijdens het proces waren de broers Julius en Arthur Simson gedwongen hun bedrijf om te vormen tot de "Berlin-Suhler Waffen- und Fahrzeugwerke Simson & Co." en de NSDAP-stroman Herbert Hofmann als bestuurslid aan te nemen. Daarmee waren ze de leiding over hun bedrijf kwijt. In het kader van de "Arisierung" werd het bedrijf met een waarde van ongeveer 18 miljoen Reichsmark dat in 1934 nog 1,6 miljoen Reichsmark winst boekte, aangeboden aan de zakenman Friedrich Flick voor 8 à 9 miljoen Reichsmark. Flick sloeg het aanbod echter af. De autoproductie werd in 1934 beëindigd.